# Masashi Motoyama
Masashi Motoyama (Kitakyushu, 20. lipnja 1979.) japanski je nogometaš.

## Klupska karijera
Igrao je za Kashima Antlers i Giravanz Kitakyushu.

## Reprezentativna karijera
Za japansku reprezentaciju igrao je od 2000. do 2006. godine. Odigrao je 28 utakmice.
S japanskom reprezentacijom Masashi Motoyama je igrao na Azijskom kupu 2004. i Kupa konfederacija 2005.

## Statistika
| Japan  | Japan | Japan |
| Godina | Nast. | Gol.  |
| ------ | ----- | ----- |
| 2000.  | 3     | 0     |
| 2001.  | 0     | 0     |
| 2002.  | 0     | 0     |
| 2003.  | 3     | 0     |
| 2004.  | 12    | 0     |
| 2005.  | 8     | 0     |
| 2006.  | 2     | 0     |
| Ukupno | 28    | 0     |

## Vanjske poveznice
- National Football Teams
- Japan National Football Team Database